# Alfred Polgar
Pour les articles homonymes, voir Polgar.
Alfred Polgar, de son vrai nom Alfred Polak, né le 17 octobre 1873 à Leopoldstadt (Vienne) et mort le 24 avril 1955 à Zurich, est un écrivain, critique et traducteur autrichien (aussi sous les pseudonymes d'Archibald Douglas ou L. A. Terne).

## Biographie
Il est le plus jeune des trois enfants d'immigrés juifs. Les parents, Josef Polak et Henriette Steiner, tiennent une école de piano. Après une école de commerce, Polgar devient en 1895 conseiller de rédaction au Wiener Allgemeine Zeitung dans les rubriques politique et justice. Plus tard, il publie un feuilleton.
Dès 1905, il écrit régulièrement pour Die Schaubühne, le journal de Siegfried Jacobsohn. Il écrit aussi des pièces pour des cabarets, notamment Goethe im Examen, avec Egon Friedell, dans lequel le maître fait en se moquant l'examen de son œuvre. En 1908 sort son premier livre inspiré de ce qu'il a vu au Café Central avec Peter Altenberg, Anton Kuh (de), Adolf Loos et Egon Friedell.
Polgar travaille comme responsable de théâtre et traducteur de pièces comme Liliom de Ferenc Molnár. Il situe l'action au Prater de Vienne, rajoute un prologue. La pièce est un triomphe au Theater in der Josefstadt.
Durant la Première Guerre mondiale, il travaille aux archives militaires et écrit pour des journaux comme le hongrois germanophone Pester Lloyd. Après la guerre, il compose un feuilleton, travaille à Das Tage-Buch (de) de Stefan Großmann (de), continue d'écrire avec Egon Friedell. Dans les années 1920, il vit principalement à Berlin. Il publie de nombreux articles dans Berliner Tageblatt et Prager Tagblatt (de). En octobre 1929, il épouse la Viennoise Elise Loewy née Müller.
Après l'arrivée des nazis au pouvoir, ses livres sont interdits et brûlés en Allemagne. Polgar doit revenir à Vienne en passant par Prague. Il doit de nouveau s'enfuir après l'Anschluss en 1938. Après Zurich, il émigre à Paris et rejoint la « Ligue de l'Autriche Vivante » avec Fritz Brügel (de), Gina Kaus, Emil Alphons Rheinhardt (de), Joseph Roth ou Franz Werfel.
À la suite de l'invasion de la France, il court vers Marseille, d'où en octobre 1940, avec l'aide de l'Emergency Rescue Committee, il passe par l'Espagne et le Portugal pour rejoindre les États-Unis.
À Hollywood, il travaille comme scénariste à la Metro-Goldwyn-Mayer. En 1943, il vient à New York et devient citoyen américain. Il écrit dans des journaux destinés aux émigrés comme Aufbau et américains comme Time ou Panorama à Buenos Aires.
En 1949, il revient en Europe et s'installe à Zurich, continuant d'écrire dans des journaux germanophones.

## Œuvre
- Der Quell des Übels und andere Geschichten. Verlag für Literatur und Kunst; Munich (1908).
- Bewegung ist alles. Novellen und Skizzen. Literarische Anstalt Rütten & Loening; Francfort-sur-le-Main (1909).
- Hiob. Ein Novellenband. Albert Langen; Munich (1912.
- Liliom. (d'après l'œuvre de Franz Molnar). Deutsch-Österreichischer Vlg., Vienne/Leipzig 1912.
- Kleine Zeit. Fritz Gurlitt; Berlin 1919.
- Max Pallenberg. Erich Reiß Verlag; Berlin 1921.
- Gestern und heute. R. Kaemmerer; Dresde 1922.
- Orchester von oben. E. Rowohlt; Berlin 1926.
- An den Rand geschrieben. E. Rowohlt; Berlin 1926.
- Ja und Nein (Vier Bände). E. Rowohlt; Berlin 1926/27.
- Ich bin Zeuge. E. Rowohlt; Berlin 1927.
- Schwarz auf Weiß. E. Rowohlt; Berlin 1929.
- Hinterland. E. Rowohlt; Berlin 1929.
- Bei dieser Gelegenheit. E. Rowohlt; Berlin 1930.
- Ansichten. Rowohlt; Berlin 1933.
- In der Zwischenzeit. Allert de Lange; Amsterdam 1935.
- Sekundenzeiger. Humanitas-Verlag; Zürich 1937.
- Handbuch des Kritikers. Oprecht; Zürich 1938.
- Geschichten ohne Moral. Oprecht; Zürich 1943.
- Anderseits. Querido Verlag; Amsterdam 1948
- Begegnung im Zwielicht. Blanvalet; Berlin 1951.
- Standpunkte. Rowohlt; Hambourg 1953.
- Fensterplatz. Rowohlt; Berlin 1959.
- Im Vorüberfahren. Büchergilde Gutenberg; Francfort-sur-le-Main (1960).
- Bei Lichte betrachtet. Rowohlt; Reinbek 1970.
- Die Mission des Luftballons. Skizzen und Erwägungen. Verlag Volk und Welt; Berlin 1975.
- Taschenspiegel. Löcker; Vienne 1979.
- Sperrsitz. Löcker; Wien 1980.
- Lieber Freund! Lebenszeichen aus der Fremde. Zsolnay; Vienne, Hambourg 1981.
- Kleine Schriften. Hrsg. von Marcel Reich-Ranicki und Ulrich Weinzierl, Rowohlt; Reinbek 1982–1986, Six volumes :
  - Musterung
  - Kreislauf
  - Irrlicht
  - Literatur
  - Theater I
  - Theater II